# (9362) Miyajima
(9362) Miyajima es un asteroide perteneciente al cinturón de asteroides, región del sistema solar que se encuentra entre las órbitas de Marte y Júpiter.
Fue descubierto el 23 de marzo de 1992 por Kin Endate y Kazuro Watanabe desde el observatorio de Kitami.

## Designación y nombre
Designado provisionalmente como 1992 FE1, fue nombrado por Kazuhiko Miyajima (nacido en 1946), quien es profesor de la Universidad Doshisha, participa activamente en el campo de la arqueología astronómica. Su investigación se centra especialmente en las figuras de constelaciones que se encuentran en los murales dibujados en el interior de tumbas antiguas ubicadas en diversas partes de Japón.

## Características orbitales
Miyajima está situado a una distancia media del Sol de 2,678 ua, pudiendo alejarse hasta 3,017 ua y acercarse hasta 2,339 ua. Su excentricidad es 0,127 y la inclinación orbital 5,095 grados. Emplea 1600,56 días en completar una órbita alrededor del Sol.

## Características físicas
La magnitud absoluta de Miyajima es 13,13. Tiene 8,822 km de diámetro y su albedo se estima en 0,236.